# Сінкінг-Спрінг (Огайо)
Сінкінг-Спрінг (англ. Sinking Spring) — селище (англ. village) в США, в окрузі Гайленд штату Огайо. Населення — 118 осіб (2020).

## Географія
Сінкінг-Спрінг розташований за координатами 39°4′29″ пн. ш. 83°23′14″ зх. д. / 39.07472° пн. ш. 83.38722° зх. д. (39.074722, -83.387135).  За даними Бюро перепису населення США в 2010 році селище мало площу 1,21 км², уся площа — суходіл.

## Демографія
Згідно з переписом 2010 року, у селищі мешкали 133 особи в 53 домогосподарствах у складі 37 родин. Густота населення становила 110 осіб/км².  Було 62 помешкання (51/км²).
Расовий склад населення:
| - 100,0 % — білих |

До двох чи більше рас належало 0,0 %. Частка іспаномовних становила 0,0 % від усіх жителів.
За віковим діапазоном населення розподілялося таким чином: 23,3 % — особи молодші 18 років, 53,4 % — особи у віці 18—64 років, 23,3 % — особи у віці 65 років та старші. Медіана віку мешканця становила 45,2 року. На 100 осіб жіночої статі у селищі припадало 98,5 чоловіків;  на 100 жінок у віці від 18 років та старших — 88,9 чоловіків також старших 18 років.
Середній дохід на одне домашнє господарство  становив 38 348 доларів США (медіана — 31 250), а середній дохід на одну сім'ю — 47 210 доларів (медіана — 39 583). За межею бідності перебувало 23,4 % осіб, у тому числі 30,8 % дітей у віці до 18 років та 0,0 % осіб у віці 65 років та старших.
Цивільне працевлаштоване населення становило 31 осіб. Основні галузі зайнятості: виробництво — 32,3 %, освіта, охорона здоров'я та соціальна допомога — 25,8 %, будівництво — 12,9 %, транспорт — 9,7 %.